# Arthur Wallis Exell
Arthur Wallis Exell  (Birmingham, 21 de maio de 1901 – 15 de janeiro de 1993) foi um botânico britânico.

## Biografia
Filho de William Wallis e Jessie Holmes. Obteve o grau de Master of Arts no Emmanuel College de Cambridge, em 1926. Obteve o grau de Doutor em Ciências pela Universidade de Coimbra, em Portugal, em 1962. Casou-se com Mildred Alice Haydon em 14 de agosto de 1929. Trabalhou no Departamento de Botânica do Museu de História Natural de Londres, de 1924 a 1939 e de 1950 a 1962. Trabalhou pelo Ministérios dos Negócios Estrangeiros de 1940 a 1950.
Foi coeditor de Flora Zambesiaca a partir de 1962. Foi membro da Sociedade Linneana de Londres e de outras sociedades científicas
Excel consagrou-se ao estudo da flora do Golfo da Guiné e da África tropical, especialmente no que diz respeito à família Combretaceae.

## Publicações
- Mr. John Gossweiler's Plants from Angola and Portuguese Congo, 1926–1929 (Jl. of Bot., Suppl.)[1]
- Two new species of Terminalia from the Austral Islands and Mangareva (1936)
- Parmi d'autres auteurs Conspectus Florae Angolensis (1937)
- Catalogue of the Vascular Plants of S. Tome (with Principe and Annobon) (1944)
- A Revision of the Genera Buchenavia and Ramatuella (Bulletin of the British Museum) – com Clive Anthony Stace (1963)
- Joanna Southcott at Blockley and the Rock Cottage Relics (1977)
- Exell, Arthur Wallis (1984). «In Memory of Francisco de Ascensão Mendonça». Garcia de Orta, Série de Botânica. 1 (1–2): 1–6. ISSN 0379-9506
- History of the Ladybird: With some Diversions on This and That (1989) [2]
- Old Photographs of Blockley, Chipping Campden, Chipping Norton and Moreton in Marsh – Arthur Wallis Exell (1983)
- Amazon Books